# 安迪·德魯里
安迪·德魯里（英語：Andy Drury；1983年11月28日—）是一位英格蘭足球運動員。在場上的位置是中場。他曾兩度效力盧頓，亦曾效力於葉士域治和卡維尼。

## 外部連結
- 足球数据库：安迪·德魯里的球员统计数据